# گلیندا
گلیندا (انگلیسی: Glinda) شخصیتی خیالی است که توسط ال. فرانک بام برای مجموعه رمان‌های اُز خلق شده است. او نخستین‌بار در رمان کلاسیک کودکانه جادوگر شگفت‌انگیز اُز (۱۹۰۰) ظاهر شد و گلیندا قدرتمندترین ساحره در سرزمین اُز شناخته می‌شود. گلایندا حاکم سرزمین کوادلینگ در جنوب شهر امرالد است و همچنین از پرنسس آزما محافظت می‌کند.